# Брідпорт (Англія)
Брідпорт (англ. Bridport) — приморське місто в Англії, у графстві Дорсет, у 18 милях на північний захід від Дорчестера.

## Географія
Брідпорт знаходиться у неметрополітенному районі Західний Дорсет, графство Дорсет, регіон Південно-Західна Англія. За 23 км на захід від адміністративного центру графства міста Дорчестер.

## Населення
Чисельність населення становить 13 568 осіб (за даними перепису населення 2011 року).

## Економіка
У минулому головною продукцією міста були: матерія для вітрил, канати, корабельні снасті та рибальські сітки. За Генріха VIII місто мало монополію на постачання снастей для королівського флоту.

## У кінематографі
У Брідпорті та його околицях фільмували телевізійні кримінальні драми «Бродчорч» та «Вогні гавані» (1999), міні-серіал «Подорож Ґулівера» (1996), «Червоний мундир» (1998) та «Лонґфілд драйв» (2016).

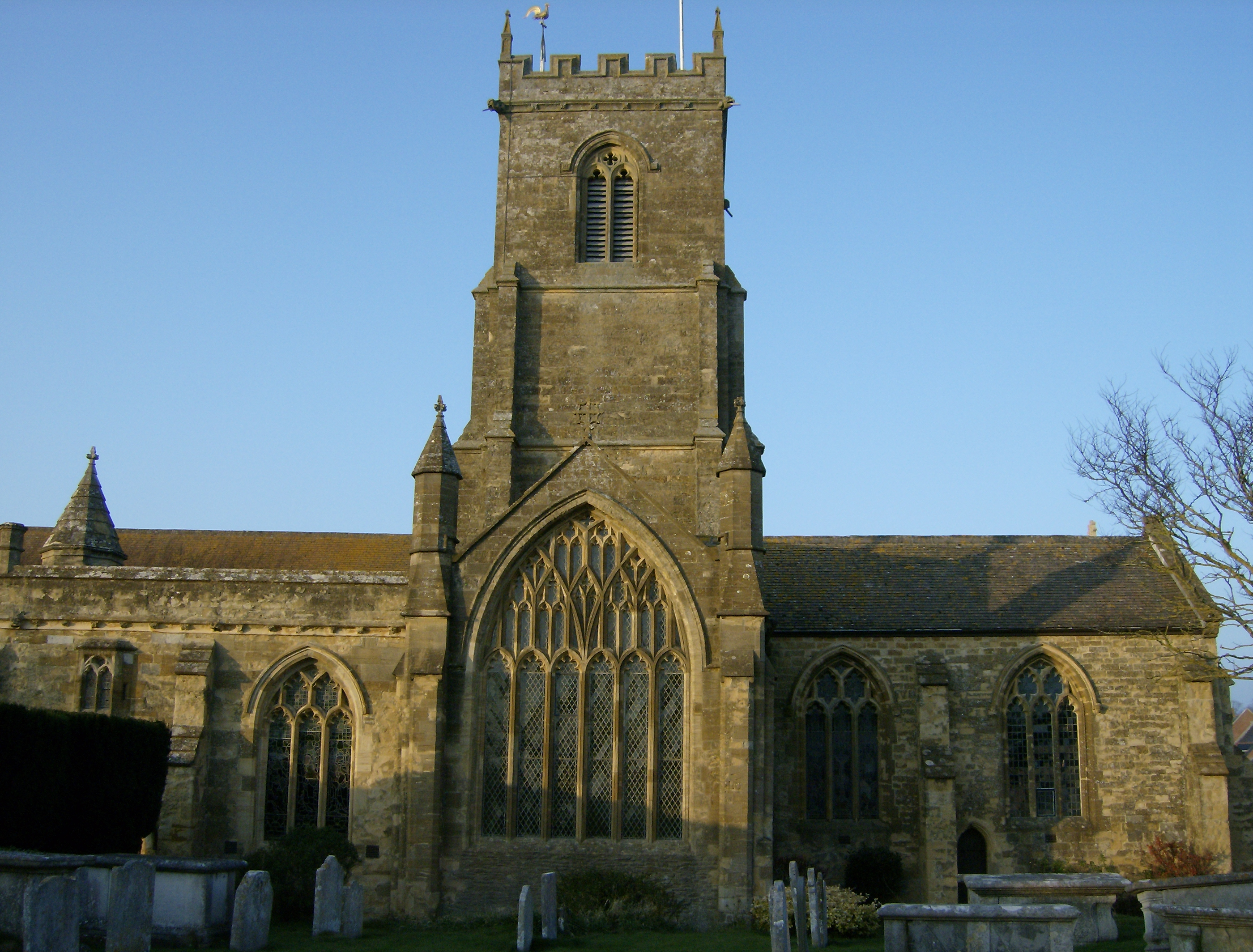
Церква Святої Марії

## Відомі люди
Народилися
- Пі Джей Гарві — альтернативна співачка, музикант та автор пісень. «PJ Harvey» також є назвою її групи.

Мешкали
- Джон Габбард[en] — американський художник, представник абстрактного імпресіонізму[en]
- Том Шарп[en] — англійський письменник-сатирик.

## Міста-побратими
- Сен-Ва-ла-Уг, Франція